# Svinkløv Badehotel
Svinkløv Badehotel er et dansk badehotel beliggende i Svinkløv, 3 km. fra Slettestrand, Jammerbugt Kommune, i bunden af Jammerbugten ca. 10 km nordøst for Fjerritslev, 200 m fra Vesterhavet.
Hotellet er oprindeligt opført i 1925, og det er et af de få hoteller i Danmark, der er opført helt i træ. I 2016 brændte hotellet ned til grunden i en voldsom brand, men det er nu genopført. Hotellet er Danmarks længste træhus og har åbent fra april til oktober. Der er i løbet af sæsonen ofte kunstudstillinger og klassiske koncerter på hotellet. Forpagterne bag hotellet er kokken Kenneth Toft-Hansen og hans kone, Louise Toft-Hansen. Udover beliggenheden er hotellet berømt for restaurantens madkundskaber og særligt for en lagkage med valnødder.
Det er fonden bag Svinkløv Badehotel som besluttede at genopføre hotellet, og det stod færdig i maj 2019.

## Historie
Svinkløv Badehotel blev opført i 1925 af dansk-amerikaneren Carl Brix Kronborg og tegnet af kongelig bygningsinspektør Einar Packness. I første omgang var der kun plads til 14 overnattende gæster, men hotellet blev udvidet tre gange, indtil det i 1934 var blevet udbygget til i alt 36 værelser, hvilket det havde frem til 2016. Da det blev opført, var det meget moderne, idet der var indlagt vand og elektricitet på de fleste af værelserne.
I 1970 blev hotellet overtaget af Ebbe og Else Sørensen, og de drev det frem til 1987. Herefter blev det købt af kunsthåndværkerparret Bjørn og Nete Bilgram. De havde Svinkløv frem til 1994, hvor den hotel- og kokkeuddannede Lise Emborg overtog det.
I 2009 blev kokken Kenneth Toft-Hansen ansat som køkkenchef. Hansen var i 2008 blevet nomineret til Årets Gericke, i 2009 blev han Årets Kok i Danmark, og i 2010 blev han atter nomineret til årets dessert. I 2014 vandt han Bocuse d'Or. Hansen og hans kæreste Louise overtog driften af hotellet i 2015.

### Brand i 2016
Hele hotellet brændte ned til grunden natten til 26. september 2016. Ingen mennesker, herunder ingen af de omkring 48 indlogerede gæster, kom noget til ved branden. En gravid kvinde blev dog kørt til observation på hospitalet. Adskillige mennesker udtrykte sympati og ærgrelse over hotellets brand, hvilket bl.a. inkluderede naboer, Jammerbugt Kommunes borgmester Mogens Gade (V), forfatteren Bent Hardervig, der har skrevet flere bøger om danske badehoteller, statsminister Lars Løkke Rasmussen og Anders Agger, der i 2010 lavede et tv-program om hotellet sammen med Anne Hjernøe.
Den 29. september blev hjemmeværnet indsat for at bevogte brandtomten, idet man havde oplevet, at personer havde forceret politiets afspærring og sågar taget genstande der lå mellem resterne fra den udbrændte bygning.
Samme dag fastslog Nordjyllands Politi efter de tekniske undersøgelser, at branden skyldtes defekte varmelegemer i en tørretumbler, der stod i kælderen bag ved køkkenet.
Det kom også frem, at hotellet ikke havde haft noget sprinkleranlæg til at standse eller sinke branden. Eksperter udtalte at det kunne have standset branden. Forpagterne udtalte at det ikke gav mening at få installeret sprinklere, da man ville blive nødt til at rive en stor del af bygningen ned for at få dem ordentligt integreret.
Hotellet mødte kritik fra gæsterne, der selv var vågnet og måtte slå alarm og evakuere bygningen, idet brandalarmen ikke virkede efter hensigten, og en hotelgæst udtalte således, at "Det kunne være gået rivende galt. Det er et kæmpe held, at ingen kommer til skade". Branden fik Beredskabsstyrelsen og Danske Beredskaber til at indkalde til møde om brandsikkerhed og beredskab i forbindelse med hoteller. Efterfølgende blev alarmcentralen også kritiseret for ikke at være i stand til at finde frem til adressen Svinkløv badehotel, da der blev slået alarm, og hotelgæsten ikke selv kendte den præcise adresse.

### Genopbygning
Inden det var bestemt, om hotellet skulle genopføres, udtalte en forsikringskonsulent, at hotellet muligvis selv vil blive nødt til at betale, hvis det skal genopbygges i den oprindelige stil. Den 3. oktober 2016 meddelte formanden for fonden bag Svinkløv Badehotel, at man ønskede at genopføre hotellet med håb om at kunne genåbne mellem påske og pinse 2018. Allerede dagen efter havde over 100 privatpersoner og fonde tilbudt økonomisk hjælp og ekspertviden til genopbygningen. Bestyrelsen i den fond som ejer hotellet meldte ud, at Louise og Kenneth Toft-Hansen fortsat skulle drive hotellet.
I januar 2017 blev det klart, at hotellet ikke ville nå at stå klart til sæsonen 2018, men først i 2019. Planen for det nye hotel blev offentliggjort og viste, at man ville genopføre det i træ i stort set samme størrelse og med næsten samme antal værelser. Nogle få bliver dog droppet til fordel for at give badeværelsesfaciliteter til alle værelser. Desuden vil der blive installeret et automatisk brandalarmanlæg. Et arkitektfirma fra Tåsinge skal stå for tegningerne til det nye hotel.
På de nyopførte hotels kviste er der solcelletag.